# Federació Catalana de Patinatge
La Federació Catalana de Patinatge és l'organisme rector del patinatge artístic sobre rodes, l'hoquei sobre patins, l'hoquei en línia i el patinatge de velocitat a Catalunya. És membre adherit de la Confederació Sud-americana del Patí (CSP). Forma part de la Unió de Federacions Esportives de Catalunya.

## Orígens
L'any 1915 es considera la data d'origen del patinatge sobre rodes a Catalunya, amb la disputa del partit entre l'Sport Hoquei Club i l'Indian Hoquei Club. Aquest partit d'hoquei sobre patins fou el punt d'inici però no va començar a arrelar fins anys després. L'any 1925 s'habilità el Turó Park de Barcelona per a la pràctica del patinatge i, tres anys després, s'organitzà la Federació Catalana de Patinatge. Del naixement de la federació apareixeren els primers clubs així com els primers campionats. El primer president de la federació fou Luis Pirenti di Campagna, un italià establert a Barcelona.
Amb l'arribada del Franquisme es creà la Real Federación Española de Patinaje y Hockey, el 1943, i l'any 1954 es refundà com a Federación Española de Patinaje. Per culpa aquest fet la federació catalana va passar a ser un òrgan de coordinació de les quatre federacions provincials perdent, d'aquesta forma, la independència de la qual gaudia.
Un del majors impulsos a l'hoquei sobre patins català vingué donat per la celebració dels Campionats del Món de 1951 i 1954, ambdós disputats a Barcelona. Altres modalitats de patinatge, tals com el patinatge artístic o el patinatge de velocitat començaren a funcionar en competicions oficials a partir de 1945 tot i que es practicaven ja amb anterioritat. A poc a poc, l'hoquei català es convertí en potència capdavantera a nivell mundial i la selecció espanyola, formada íntegrament per catalans, guanyà diversos Campionats del Món i d'Europa. L'hoquei en línia entrà a Catalunya després dels Jocs Olímpics de Barcelona 1992 i, dos anys més tard, s'organitzà la primera Lliga Catalana.
La federació catalana, però, no tornà a funcionar orgànicament com a entitat jurídica fins a l'arribada de la democràcia. Anys després, el 1982, s'inscrigué al registre d'entitats esportives de la Generalitat de Catalunya.

## Reconeixement internacional
El vistiplau de la Federació Internacional de Patinatge (FIRS) per poder disputar competicions de primer ordre internacional ha estat, des de sempre, la major reivindicació de la Federació Catalana de Patinatge.

### El cas Fresno
El 26 de març de 2004, el Comitè Central de la Federació Internacional de Patinatge reconeix a la Federació Catalana com a nou membre de ple dret per participar en competicions oficials. D'aquesta manera Catalunya va prendre part i va guanyar el Campionat del Món B. Finalment, les pressions polítiques van impedir que Catalunya fos ratificada definitivament.

### Admissió a l'Amèrica Llatina
L'11 de novembre de 2006, la Federació Catalana de Patinatge va ser admesa a la Confederació Sud-americana del Patí (CSP) amb un estatus de membre amb dret a veu però no a vot. D'aquesta manera, Catalunya pot competir en campionats sud-americans d'hoquei patins, hoquei en línia, patinatge de velocitat i patinatge artístic. Aquest fet pot suposar un futur reconeixement en el si de la Federació Internacional de Patinatge (FIRS). A efectes numèrics, la federació disposaria d'un 30% de suport més el d'alguns membres africans.
El 21 de desembre de 2006, Ernesto Cajaravilla, president de la Confederació Sud-americana de Patinatge, va anunciar provisionalment la suspensió de l'acord davant l'espera que l'aprovés un congrés extraordinari que es reuniria el proper any.
L'11 de febrer de 2007, la Confederació Sud-americana de Patinatge decidí en l'assemblea general reunida aquell mateix cap de setmana a Buenos Aires (Argentina), mantenir la federació catalana com a membre sense que s'arribés a produir una votació. Aquesta maniobra fou interpetrada per la federació espanyola com una negativa. A la reunió assistiren el president de la federació catalana, Ramon Basiana, com a membre associat, a més del president de l'espanyola i un representant del Consejo superior de Deportes que intentaren forçar l'expulsió de la federació catalana. La reunió fou molt tensa i el president, Ernesto Cajaravilla, partidari de la postura espanyola dimití en no veure recolzada les seves tesis.

## Presidents
| # | Nom | Nom                            | Mandat                         | Nota biogràfica |
| - | --- | ------------------------------ | ------------------------------ | --- |
| 1 |     | Luigi Pironti di Campagna      | 1930 - juliol de 1932          | D'origen italià, havia jugat a hoquei sobre patins al seu país natal. Va ser el primer president des de la seva fundació, el 1930, fins que va dimitir juliol de 1932 per discrepàncies amb alguns membres de la seva Junta Directiva. |
| 2 |     | Enric Matas i González         | juliol de 1932 - gener de 1939 | Havia estat jugador d'hoquei sobre patins cap a la fi dels anys vint, amb l'Skating Club Catalunya i l'Hockey Patín Club Barcelona. Va entrar a la Junta Directiva de la federació el mes d'octubre de 1930 i va presidir-la fins que va acabar la Guerra Civil l'any 1939. |
| 3 |     | Laureà Medina i Masferrer      | 1940 - gener de 1944           | Exporter de la Unió Universitària des de la fi dels anys vint fins a principis dels trenta i president d'aquest club a patir de 1934. Uns mesos després d'acabar la Guerra Civil, va ser nomenat vicepresident de la federació i poc després president-delegat de la nova Federació Catalano-Balear. El mes de gener de 1944 va deixar el càrrec per ser vicepresident de la recent creada Federación Española de Hockey sobre Ruedas, però tres mesos després va dimitir. |
| - |     | Miquel Moragas i Pons (interí) | 1944                           | En els anys vint i trenta va jugar de porter amb el Maricel Skating Club i la Unió Universitària, amb el qual va ser campió de Catalunya el 1933. Va presidir interinament la Federació el 1944, qual Laureà Medina va dimitir, i després de 1952 a 1956, primer com a Federació Catalana de Hockey i Patinatge, i des de 1954 com a Federació Catalana de Patinatge i va entrar a la junta de la federació Espanyola. De 1956 a 1957 va ser president del Comitè d'Àrbitres de la Federació Espanyola i després va ser nomenat president honorari de la Federació Catalana.            |
| 4 |     | Lluís Ysamat i Bosch           | 1944 - 1952                    | En els anys vint i trenta va jugar de porter amb el Maricel Skating Club i la Unió Universitària, amb el qual va ser campió de Catalunya el 1933. Va presidir interinament la Federació el 1944, qual Laureà Medina va dimitir, i després de 1952 a 1956, primer com a Federació Catalana de Hockey i Patinatge, i des de 1954 com a Federació Catalana de Patinatge i va entrar a la junta de la federació Espanyola. De 1956 a 1957 va ser president del Comitè d'Àrbitres de la Federació Espanyola i després va ser nomenat president honorari de la Federació Catalana.            |
| 5 |     | Miquel Moragas i Pons          | 1952 - 1956                    | |
| 6 |     | Ferran Puigvert i Casamitjana  | 1956 - 1960                    | Jugador de pilota, esport del qual anys més tard també va ser president de la Federació Catalana de Pilota i de l'Espanyola. Va ocupar la presidència entre el mes d'agost de 1956 i el de juliol de 1960. Durant el seu mandat, el 1958 va posar en marxa un trofeu de patinatge de velocitat que portava el seu nom. Els mateixos anys en què va ser president de la Federació Catalana de Patinatge, de 1956 a 1960, va presidir també el Club Vasconia. |
| 7 |     | Enric Capdevila i Garreta      | agost de 1960 - 1965           | Va practicar futbol, esquí i natació, i durant els anys quaranta va ser jugador d'hoquei sobre patins i president del Club Turó, i delegat de la secció d'hoquei sobre patins del RCD Espanyol. Quan es va retirar, al final de la dècada dels quaranta va ser el president del mateix Turó i durant els cinquanta delegat del Reial Club Deportiu Espanyol, de la Junta Directiva del qual va formar part durant els anys setanta com a vocal sota la presidència de Manuel Meler. A la federació hi va entrar el 1956 com a vicepresident i l'agost de 1960 va ser nomenat president. |
| 8 |     | Carles Becerra i Lanzarote     | 19 d'octubre de 1965 - 1970    | Va ser president de la secció d'hoquei sobre patins del RCD Espanyol. El mes d'agost de 1960 va entrar a la Junta Directiva de la federació com a vicepresident i el 19 d'octubre 1965 va accedir a la presidència. Com a directiu també va ser delegat de la selecció espanyola absoluta, membre de la Junta Directiva de la Federació Espanyola i vicepresident a partir de 1971. Durant els anys cinquanta, també va fer de periodista escrivint d'hoquei sobre patins a les pàgines del diari La Vanguardia.                                                                        |
| 9 |     | Santiago Pagés i Marsal        | 1971 - 1972                    | Es va vincular amb el món del patinatge a través dels seus dos fills, que jugaven a hoquei sobre patins a l'Hoquei Escoles Pies de Sarrià. Entrà a la federació sota la presidència d'Enric Capdevila i va arribar a vicepresident. Va ocupar la presidència el 1971, però al cap d'un any va morir quan tenia 57 anys. En la seva memòria, la Federació Catalana va crear el 1975 el Memorial Santiago Pagès, un trofeu d'hoquei sobre patins que se celebrà fins al final dels anys vuitanta.                                                                                         |

### Francesc Ferrer i Armengol (1972-1975)
Es va vincular amb el món del patinatge quan els seus fills van començar a jugar a hoquei sobre patins al Col·legi Claret. La seva tasca com a delegat dels equips del col·legi barceloní el va acabar portant el 1968 a la federació, on va ser tresorer de la junta presidida per Carles Becerra. Quan Santiago Pagès va accedir a la presidència a principis de 1971 es va convertir en vicepresident i el 26 de març de 1972 va ser president interí quan va morir Santiago Pagès i va ser confirmat en el càrrec, el mes d'octubre del mateix any. Va deixar la presidència a la fi de l'any 1974, quan la Federació Espanyola de Patinatge va dissoldre la Federació Catalana per dividir-la en quatre provincials.

### Antoni Perearnau i Pareto(1975-1982)
Va practicar durant la seva joventut atletisme, natació, ciclisme, tennis, tennis de taula i patinatge, esport en què s'inicià a principis dels anys trenta en pistes com les del Maricel Park, el Turó i la Salut. Va ser responsable de les seccions d'hoquei sobre herba i hoquei sobre patins del FC Barcelona, va presidir la Federació Barcelonesa de Patinatge, que feia les funcions de la Catalana i en la qual mantenia la seva seu, des del mes de gener de 1975 fins a la fi de l'any 1982.

### Pere Torras i Escudé(1981-2002)
Va entrar a la federació el 1957, sota la presidència de Carles Becerra, i poc després es va convertir en el president del Comitè d'Hoquei, del Comitè d'Àrbitres i seleccionador català juvenil. El 1967 va ser designat seleccionador espanyol absolut i júnior, càrrec que va mantenir fins al final de 1975. Durant aquests anys va conquerir dos títols mundials (San Juan 1970 i La Corunya 1972), un europeu (Lausana 1969), tres Copes de les Nacions de Montreux i tres europeus júnior. El 31 d'octubre de 1982, un any després de ser elegit president de la Federació Barcelonesa, es va convertir en el president de la restaurada Federació Catalana de Patinatge i va prendre possessió del càrrec el 20 de desembre.

### Ramon Basiana i Vers(2002-2021)
El juny de 2002 va ser elegit president i dos anys després, el 27 de març de 2004, el Comitè Central de la Federació Internacional de Patinatge, presidida pel també català Isidre Oliveras de la Riva, va reconèixer provisionalment la Federació Catalana com a membre de ple dret, la qual cosa va permetre a la selecció masculina d'hoquei sobre patins jugar i guanyar el Mundial B que es va disputar l'octubre d'aquell mateix any a Macau. El 2004 va ser nomenat vicepresident de la Unió de Federacions Esportives de Catalunya i l'any següent va rebre el Premi Lluís Companys concedit per la Plataforma Pro Seleccions Esportives Catalanes. El 12 de juny de 2006 va ser reelegit en el càrrec i el novembre d'aquell mateix any, la federació va ser admesa a la Confederació Sud-americana de Patinatge com a entitat adherida i amb ple dret a participar en les competicions oficials d'hoquei sobre patins, hoquei en línia, patinatge artístic i patinatge de velocitat en l'àmbit sud-americà. El dia 11 de juliol del 2021 va morir, a l'edat de 63 anys, el municipi garrotxí de La Vall d'en Bas